# فرودگاه بین‌المللی اوون رابرتس
فرودگاه بین‌المللی اوون رابرتس (به انگلیسی: Owen Roberts International Airport) یک فرودگاه همگانی با کد یاتا GCM است که یک باند فرود آسفالت دارد و طول باند آن ۲۱۳۶ متر است. این فرودگاه در کشور جزایر کیمن قرار دارد .